# Jens Westin
Jens Westin, född 29 juni 1989 i Kramfors, är en svensk före detta professionell ishockeyspelare som spelade för Färjestad BK i SHL.

## Spelarkarriär
Westin har Kramfors-Alliansen som moderklubb. Han gick senare till MoDo Hockey för spel i klubben juniorlag. Han gjorde debut i SHL med MoDo säsongen 2007/2008. Han gjorde sammanlagt 191 matcher för MoDo i SHL. Säsongen 2012/2013 värvades han till den finska ishockeyklubben Esbo Blues. Påföljande säsong flyttade han hem till Sverige där han skrev på för Timrå IK i Hockeyallsvenskan. Han spelade i Timrå IK i totalt fyra säsonger och var en av lagets främsta spelare, då han snittade mest istid av lagets försvarare.
Inför säsongen 2017/2018 skrev han på ett kontrakt med Färjestad BK i SHL. Han noterades för 10 poäng på 52 spelade matcher under sin första säsong i klubben.
I februari 2021 skrev han på ett tvåårskontrakt med Färjestad.

## Klubbar
- Kramfors-Alliansen 2004-2006
- Modo 2006-2012
- Espoo Blues 2012-2013
- Timrå IK 2013-2017
- Färjestad BK 2017-2023